# Paul Émile Appell
Paul Émile Appell (Estrasburgo, 27 de setembro de 1855 — Paris, 24 de outubro de 1930) foi um matemático francês.
Foi reitor da Universidade de Paris. O conceito de sequência de Appell recebe seu nome, bem como a rua Paul Appell no 14º arrondissement de Paris.

## Vida
Paul Appell entrou na Escola Normal Superior de Paris em 1873. Foi eleito para a Academia de Ciências da França em 1892.
Entre 1903 e 1920 foi decano da Faculdade de Ciências da Universidade de Paris, e então reitor de 1920 a 1925.
Sua irmã Marguerite Appell (1883–1969), que casou com o matemático Émile Borel, é conhecida como novelista com o pseudônimo Camille Marbo.

## Trabalho
Trabalhou primeiramente sobre geometria projetiva na linha de Michel Chasles, e depois sobre funções algébrica, equações diferenciais e análise complexa.

## Publicações
- Traité de mécanique rationnelle, 4 Vols. (Gauthier-Villars, 1893–1896)
- Traité de mécanique rationnelle Tome I
- Traité de mécanique rationnelle Tome II
- Traité de mécanique rationnelle Tome III
- Traité de mécanique rationnelle Tome IV Fasc. 1
- Traité de mécanique rationnelle Tome IV Fasc. 2
- Traité de mécanique rationnelle Tome V
- Les mouvements de roulement en dynamique with Jacques Hadamard (C. Hérissey, Évreux,  1899)
- Éléments de la théorie des vecteurs et de la géométrie analytique (Payot, 1926)
- Éléments d'analyse mathématique à l'usage des ingénieurs et des physiciens : cours professé à l'École centrale des arts et manufactures (Gauthier-Villars, 1921)
- Principes de la théorie des fonctions elliptiques et applications with E. Lacour (Gauthier-Villars, 1897)
- Le problème géométrique des déblais et remblais (Gauthier-Villars, 1928)
- Souvenirs d'un alsacien , autobiographic (Payot, 1923)
- Théorie des fonctions algébriques et de leurs intégrales with Édouard Goursat.
- Fonctions hypergéométriques et hypersphériques with Joseph-Marie Kampé de Fériet (Gauthier-Villars, 1926)
- Ver catálogo da French National Library para uma lista mais detalhada